# Алекса Мей
Олександра Чемерис (нар. 12 квітня 1983, Кривий Ріг, Дніпропетровська область), відома як Алекса Мей (англ. Alexa May) — українська порноакторка.

## Біографія
До порноіндустрії потрапила у 2002 році.
Знімалася для порностудій Hustler Video, New Sensations, Marc Dorcel Fantasies, Erotic Media, Zero Tolerance, Evil Angel, Private.
Деякі її порнофільми — Ass Cream Pies 3, Emotion, Modern History, Pick Up Lines 77, Sex Bullets, Sleeping With the Enemy, Undercover Lover, Young and Wild.
Знялася у 132 порнофільмах.